# Örebro Sportklubb 2009
Questa voce raccoglie le informazioni riguardanti l'Örebro Sportklubb nelle competizioni ufficiali della stagione 2009.

## Rosa
| N. |                        | Ruolo | Calciatore              |
| -- | ---------------------- | ----- | ----------------------- |
|    | Svezia (bandiera)      | P     | Peter Westman           |
|    | Camerun (bandiera)     | D     | Bertin Samuel Zé Ndille |
|    | Svezia (bandiera)      | D     | Magnus Wikström         |
|    | Svezia (bandiera)      | D     | Per Johansson           |
|    | Danimarca (bandiera)   | A     | Kim Olsen               |
|    | Svezia (bandiera)      | C     | Magnus Kihlberg         |
|    | Finlandia (bandiera)   | C     | Fredrik Nordback        |
|    | Svezia (bandiera)      | C     | Patrik Anttonen         |
|    | Svezia (bandiera)      | A     | Robin Staaf             |
|    | Finlandia (bandiera)   | A     | Tommy Wirtanen          |
|    | Somalia (bandiera)     | A     | Yunus Ismail            |
|    | Svezia (bandiera)      | C     | Robert Walker           |
|    | Svezia (bandiera)      | D     | Glenn Holgersson        |
|    | Camerun (bandiera)     | C     | Eric Bassombeng         |
|    | Stati Uniti (bandiera) | C     | Alejandro Bedoya        |

| N. |                                 | Ruolo | Calciatore       |
| -- | ------------------------------- | ----- | ---------------- |
|    | Svezia (bandiera)               | D     | Joakim Gren      |
|    | Svezia (bandiera)               | D     | Michael Almebäck |
|    | Liberia (bandiera)              | C     | Samuel Wowoah    |
|    | Svezia (bandiera)               | C     | Erik Nilsson     |
|    | Svezia (bandiera)               | C     | James Frempong   |
|    | Brasile (bandiera)              | A     | Adriano Munoz    |
|    | Sierra Leone (bandiera)         | C     | Hassan Sesay     |
|    | Bosnia ed Erzegovina (bandiera) | C     | Nordin Gerzić    |
|    | Svezia (bandiera)               | A     | Michael Jidsjö   |
|    | Svezia (bandiera)               | D     | Oskar Johansson  |
|    | Svezia (bandiera)               | C     | Marcus Astvald   |
|    | Svezia (bandiera)               | A     | Peter Rosendal   |
|    | Svezia (bandiera)               | C     | Gustaf Lundholm  |
|    | Finlandia (bandiera)            | C     | Roni Porokara    |
|    | Svezia (bandiera)               | P     | John Alvbåge     |

## Risultati

### Girone di andata
| 5 aprile 2009 1ª giornata | Djurgården | 1 – 0 | Örebro |  |

| 12 aprile 2009 2ª giornata | Örebro | 0 – 1 | Elfsborg |  |

| 16 aprile 2009 3ª giornata | Örgryte | 0 – 1 | Örebro |  |

| 19 aprile 2009 4ª giornata | Örebro | 2 – 0 | Helsingborg |  |

| 23 aprile 2009 5ª giornata | Örebro | 2 – 1 | Kalmar |  |

| 29 aprile 2009 6ª giornata | IFK Göteborg | 1 – 0 | Örebro |  |

| 4 maggio 2009 7ª giornata | Gefle | 2 – 0 | Örebro |  |

| 10 maggio 2009 8ª giornata | Örebro | 2 – 0 | Hammarby |  |

| 17 maggio 2009 9ª giornata | Örebro | 2 – 0 | GAIS |  |

| 21 maggio 2009 10ª giornata | Malmö FF | 0 – 0 | Örebro |  |

| 24 maggio 2009 11ª giornata | Örebro | 2 – 2 | Brommapojkarna |  |

| 31 maggio 2009 12ª giornata | Halmstad | 1 – 1 | Örebro |  |

| 5 luglio 2009 13ª giornata | Örebro | 1 – 1 | AIK |  |

| 12 luglio 2009 14ª giornata | Trelleborg | 0 – 1 | Örebro |  |

| 17 luglio 2009 15ª giornata | Örebro | 1 – 3 | Häcken |  |

#### Girone di ritorno
| 16 agosto 2009 16ª giornata | Örebro | 2 – 0 | Djurgården |  |

| 23 agosto 2009 17ª giornata | Elfsborg | 2 – 1 | Örebro |  |

| 2 agosto 2009 18ª giornata | Örebro | 2 – 2 | Örgryte |  |

| 9 agosto 2009 19ª giornata | Helsingborg | 0 – 1 | Örebro |  |

| 20 settembre 2009 20ª giornata | Kalmar | 1 – 3 | Örebro |  |

| 23 settembre 2009 21ª giornata | Örebro | 0 – 0 | IFK Göteborg |  |

| 30 agosto 2009 22ª giornata | Örebro | 2 – 0 | Gefle |  |

| 13 settembre 2009 23ª giornata | Hammarby | 0 – 1 | Örebro |  |

| 27 settembre 2009 24ª giornata | GAIS | 3 – 0 | Örebro |  |

| 4 ottobre 2009 25ª giornata | Örebro | 0 – 3 | Malmö FF |  |

| 18 ottobre 2009 26ª giornata | Brommapojkarna | 3 – 0 | Örebro |  |

| 25 ottobre 2009 27ª giornata | Örebro | 1 – 2 | Halmstad |  |

| 28 ottobre 2009 28ª giornata | AIK | 1 – 1 | Örebro |  |

| 1º novembre 2009 29ª giornata | Örebro | 1 – 1 | Trelleborg |  |

| 26 luglio 2009 30ª giornata | Häcken | 2 – 2 | Örebro |  |